# Manuel (Valencia)
Manuel es un municipio español perteneciente a la provincia de Valencia y la comarca de la Ribera Alta, en la Comunidad Valenciana.

## Geografía
Situado en el sector meridional de la comarca en la margen derecha del río Albaida. Por la parte oriental penetra la sierra Valiente, pequeña elevación montañosa de 129 m de altitud, compuesta de calizas terciarias, que se abre hacia el llano cuaternario que ocupa toda la mitad norte del término. El río Albaida cruza a dicho término de sureste a noroeste y a su margen izquierda se levantan las colinas de Las Salinas, cuya altura máxima apenas alcanza los 109 m.
El núcleo urbano se encuentra en la falda de la colina que se abre hacia el valle del Júcar, cerca del río Albaida.Se accede a este pueblo desde Valencia, a través de la A-7 tomando luego la CV-564 y posteriormente la CV-562.

### Localidades limítrofes
El término municipal de Manuel limita con las siguientes localidades:
Énova, Játiva, Puebla Larga, San Juan de Énova, Señera y Villanueva de Castellón todas ellas de la provincia de Valencia. Se habla mayoritariamente valenciano.

## Historia
El origen de la actual población es incierto, aunque su topónimo Manuel es de origen árabe ( Mahuel ) y significa "salida o confluencia de aguas".
Antigua alquería islámica de la cual, en 1467, el señor territorial era Vicente Ferrer, caballero de Játiva. En 1496 pasó a Juan de Tallada y en 1515 es vinculada en baronía; posteriormente fue propiedad de los Quintana y de los condes de Castellar y Carlet. En 1609, con la expulsión de los moriscos, estuvieron deshabitadas las 31 casas de moriscos que había. En 1610 se le dio carta puebla. En 1663 volvió a tener 40 casas habitadas. Cavanilles nos contó que, en 1795, producía arroz, seda, trigo y maíz. Desde 1782 se explotararon, por orden de Carlos III, unas salinas que había en su término.

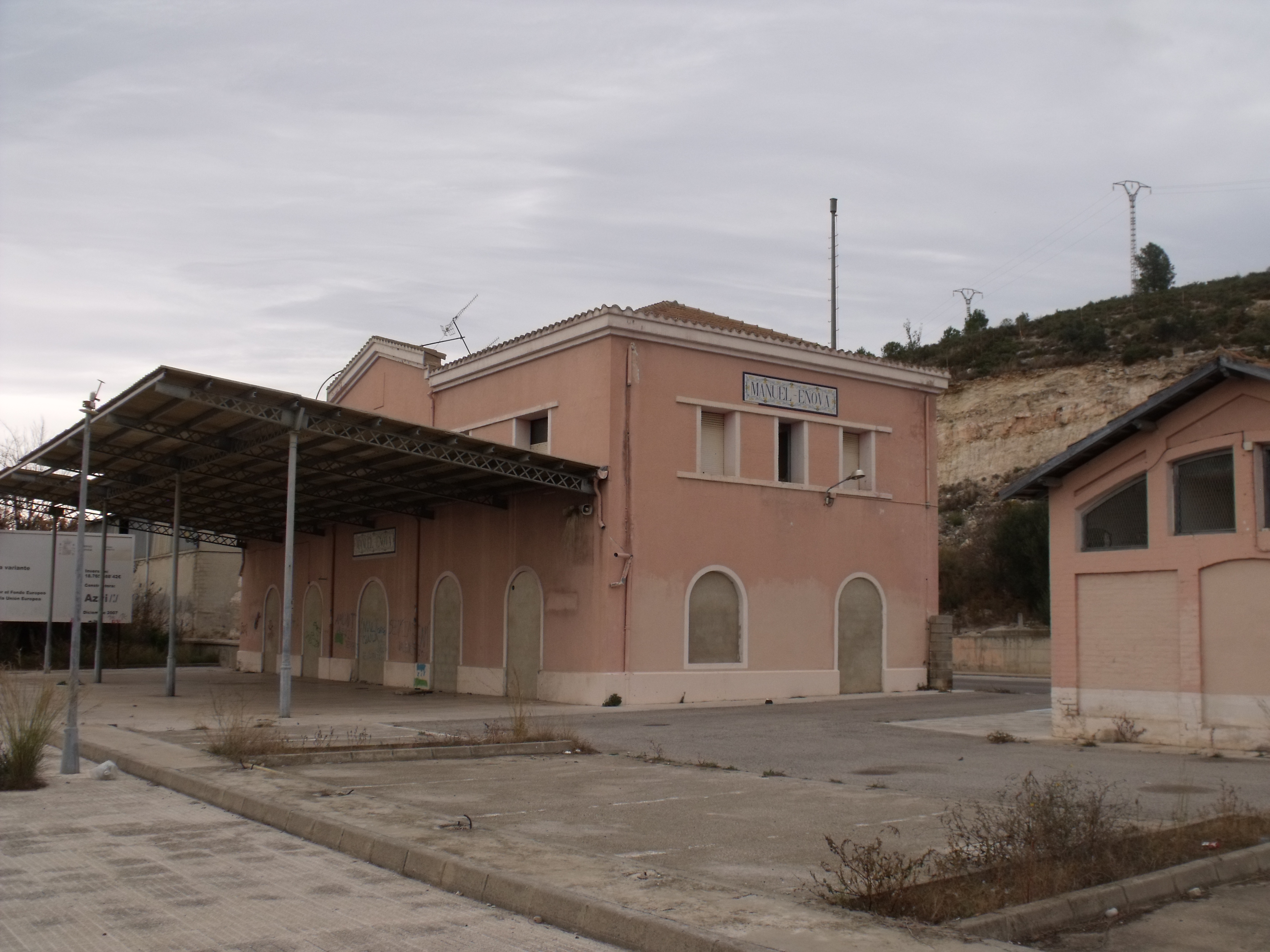
Estación de Manuel-Énova, bombardeada el 11 de febrero de 1939.

Durante la Guerra de Sucesión, el 17 de abril de 1706, Manuel sufrió un ataque del ejército borbón, con el posterior saqueo e incendio del pueblo. En el enfrentamiento, murieron 30 vecinos de Manuel y de las alquerías de alrededor, además de los miquelets de la pequeña guarnición que se encontraba en el pueblo. También murió en la lucha el cura, Gaspar Sastre. Es de destacar el valor de un pequeño grupo de hombres que, antes que rendirse, plantaron cara de forma heroica a un ejército de 3000 hombres que se dirigía para atacar a la ciudad de Alzira. (del libro "Historia de Manuel" de Vicente Hernández Sancho)

## Demografía
Manuel cuenta con una población de 2524 habitantes (INE 2024).
| Gráfica de evolución demográfica de Manuel entre 1842 y 2021                                                        |
| |
| Población de derecho según los censos de población del INE Población de hecho según los censos de población del INE |

## Economía
Basada tradicionalmente en la agricultura.

## Administración y política
| Periodo   | Nombre                                          | Partido       |
| --------- | ----------------------------------------------- | ------------- |
| 1979-1983 | Carlos Terraillón Benito                        | PSPV-PSOE     |
| 1983-1987 | Francisco Sanz Ferris                           | PSPV-PSOE     |
| 1987-1991 | Francisco Sanz Ferris                           | PSPV-PSOE     |
| 1991-1995 | Ernest Pallás Garrido                           | UPV           |
| 1995-1999 | José Cambra Bueno                               | GIP           |
| 1999-2003 | Ramiro Monroig Zamorano/Salvador Alberola Soler | PSPV-PSOE- PP |
| 2003-2007 | José Cambra Bueno                               | GIP           |
| 2007-2011 | José Cambra Bueno                               | GIP           |
| 2011-2015 | José Cambra Bueno                               | GIP           |
| 2015-2019 | Josep Antoni Pastor                             | Compromís     |
| 2019-2023 | Purificación Atienza Boronat                    | Compromís     |

## Elecciones de la democracia
| Tipo-Año         | Censo | Participación | PP  | PSPV | EU  | UV  | BNV | CDS | Otros |
| Generales-1977   | 1854  | 1581          | 54  | 878  | 22  |     |     | 502 | 125   |
| Generales-1979   | 2013  | 1645          | 18  | 802  | 36  |     |     | 577 | 212   |
| Locales -1979    | 2013  | 1630          |     | 658  |     |     |     | 506 | 466   |
| Generales -1982  | 1867  | 1575          | 310 | 1008 | 29  |     | 17  | 119 | 92    |
| Autonómicas-1983 | 1909  | 1599          | 372 | 1101 | 22  |     | 49  | 43  | 12    |
| Locales -1983    | 1909  | 1594          | 394 | 1200 |     |     |     |     |       |
| Generales- 1986  | 1976  | 1626          | 385 | 841  | 73  | 39  | 103 | 124 | 61    |
| Autonómicas-1987 | 1959  | 1604          | 431 | 780  | 165 | 93  | 97  | 38  |       |
| Europeas- 1987   | 1962  | 1617          | 412 | 813  | 49  | 80  | 101 | 162 |       |
| Locales- 1987    | 1962  | 1618          | 348 | 643  | 162 |     | 113 | 352 |       |
| Europeas- 1989   | 1961  | 1389          | 274 | 608  | 50  | 46  | 225 | 94  | 92    |
| Generales- 1989  | 1982  | 1644          | 264 | 683  | 88  | 222 | 171 | 142 | 74    |
| Autonómicas-1991 | 2007  | 1656          | 198 | 717  | 31  | 292 | 391 | 12  | 15    |
| Locales- 1991    | 2007  | 1672          | 111 | 579  |     | 104 | 301 |     | 577   |
| Generales- 1993  | 2064  | 1771          | 473 | 741  | 92  | 159 | 266 | 12  | 28    |
| Europeas- 1994   | 2067  | 1500          | 470 | 587  | 99  | 107 | 203 | 7   | 27    |
| Autonómicas-1995 | 2059  | 1748          | 507 | 735  | 140 | 143 | 212 | 2   | 9     |
| Locales- 1995    | 2075  | 1760          | 312 | 482  | 66  |     | 370 |     | 530   |
| Generales- 1996  | 2067  | 1769          | 579 | 852  | 152 | 77  | 89  | 1   | 19    |
| Autonómicas-1999 | 2125  | 1774          | 681 | 691  | 33  | 104 | 255 | 1   | 9     |
| Europeas- 1999   | 2114  | 1770          | 619 | 757  | 36  | 114 | 192 | 1   | 51    |
| Locales- 1999    | 2112  | 1771          | 276 | 345  |     | 43  | 312 |     | 795   |
| Generales- 2000  | 2102  | 1707          | 654 | 749  | 63  | 50  | 170 | 2   | 19    |
| Autonómicas-2003 | 2026  | 1699          | 628 | 757  | 51  | 31  | 207 | 2   | 23    |
| Locales- 2003    | 2028  | 1721          | 230 | 438  |     |     | 253 |     | 800   |
| Generales- 2004  | 2002  | 1693          | 599 | 872  | 58  |     | 114 | 2   | 48    |
| Europeas- 2004   | 1987  | 1255          | 434 | 689  | 27  | 3   | 65  | 1   | 36    |
| Autonómicas-2007 | 1960  | 1620          | 556 | 475  | 440 | 6   |     |     | 143   |
| Locales- 2007    | 2003  | 1634          | 145 | 325  |     |     | 311 |     | 853   |

## Monumentos y lugares de interés
- Iglesia de Santa Ana. Su estilo es toscano. Es el único monumento reseñable, construida en el siglo XVIII y restaurada después de la guerra de 1936-39 añadiéndole entonces un controvertido remate al campanario. A finales de la década de los 80 se modificó completamente la parte superior del campanario y se restauró y adecentó el mismo hasta su base.
- "Palacio de Manuel". Hoy "Casa Estruch", Plaza de San Gil n.º 5. Lugar en el que se otorgó la Carta Fundacional y el nacimiento de Manuel como población cristiana en febrero de 1610 permitiendo la repoblación de Manuel con emigrantes cristianos. (Datos entresacados del libro "Historia de Manuel" del autor Vicente Hernández Sancho.)

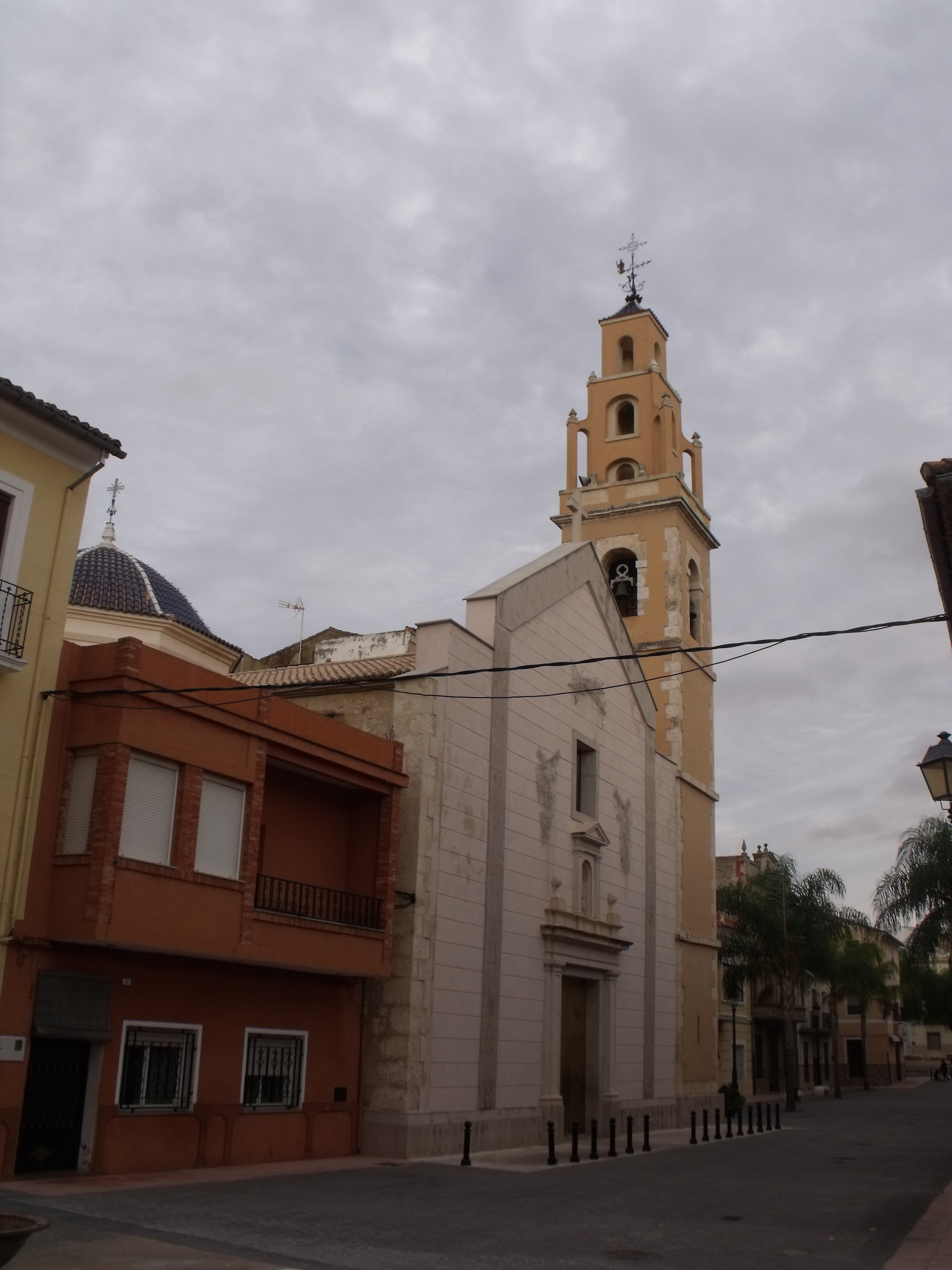
Iglesia de Santa Ana
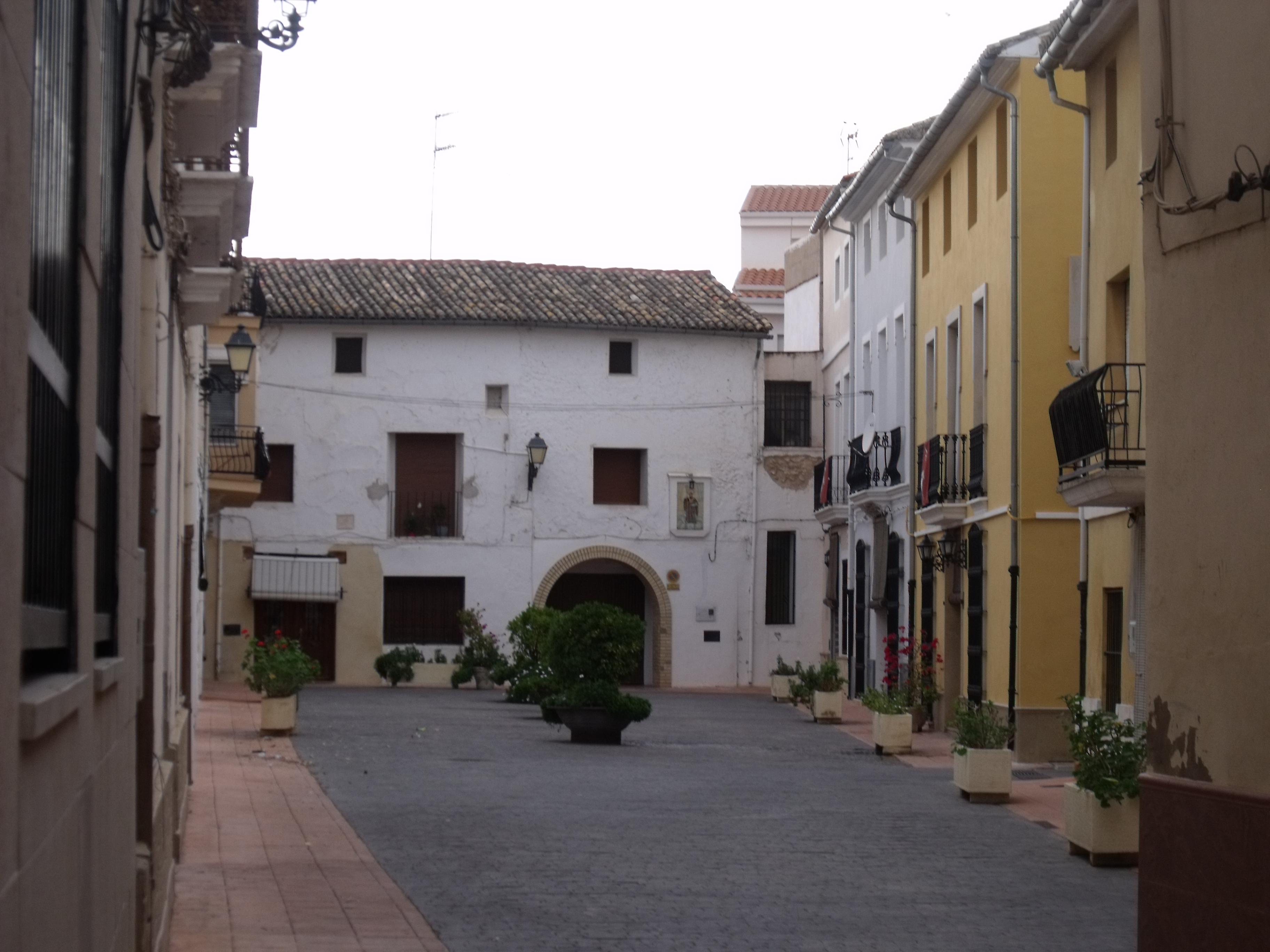
Plaza de San Gil

## Fiestas locales
- La Candelaria. Se celebra el 2 de febrero y se realiza la bendición de "candelas" o pequeños cirios para que protejan a sus portadores en las tormentas, posteriormente se desarrolla una pequeña procesión alrededor de la iglesia. Durante todo ese día está instalada la feria "del porrat", la cual tiene su origen en la pequeña fiesta que se celebraba antiguamente en torno a la suelta de aguas de la Acequia Comuna de l'Énova, las cuales habían sido cortadas al paso por dicha acequia para la limpieza de la misma. El día de la Candelaria se daba paso a las aguas y se celebraba con vino y los típicos frutos secos (torrat).
- San Gil. Fiestas Patronales. Se celebra el 1 de septiembre.
- Moros y Cristianos. Se celebra el primer domingo del mes de agosto.

## Gastronomía
El plato típico de la localidad es el arroz al horno y de la repostería destaca el "arnadí" (dulce a base de calabaza, boniato y almendra).